# ピーチス
「ピーチス」（Peaches）は、2023年のコンピュータ・アニメーション映画『ザ・スーパーマリオブラザーズ・ムービー』の挿入歌。同作でクッパの声優を務めたジャック・ブラックが作詞・作曲を手掛けた。2023年4月7日にシングルがリリースされた。

## コンセプト
「ピーチス」は、劇中でクッパがピーチ姫への愛を表現するピアノ・バラードとして描写されているが、元々の脚本にはクッパの歌曲シーンは盛り込まれていなかった。共同監督の一人であるアーロン・ホーヴァスはGameSpotからの取材に対して、クッパのミュージカルシーンを取り入れる構想はあったが、当初はテネイシャスDをイメージしたヘヴィメタルな曲を考えていたと語っている。しかし、クッパが「ピーチ姫、愛している」と言葉で伝えるだけでは面白みに欠けると考えたホーヴァスは、バラードで愛情を表現する方向に考えを改めた。オリジナル・デモテープでは映画の編集者であるエリック・オズモンドがボーカルを務めたが、2日後にブラックが最終レコーディングを完成させた。

## ミュージックビデオ
ミュージックビデオは2種類作られた。最初のミュージックビデオは実写で製作され、コール・ベネットが監督を務めた。このミュージックビデオではジャック・ブラックがクッパをイメージしたグリーンのスーツを着て、劇中の風景が見える窓がある部屋でピアノを弾きながら曲を披露する内容となっている。同曲はシングルリリースと同時にYouTube ミュージック・ビデオ専門チャンネルのリリカル・レモネードにもアップロードされ、リリカル・レモネードの第2チャンネルにはメイキング映像もアップロードされた。2023年4月10日には、YouTubeのトレンドページで第2位にランクインした。
二つ目のミュージックビデオはアニメーション映像で製作され、クッパがピアノを弾きながら曲を披露して、その背景に劇中の映像が流れるという内容になっている。このミュージックビデオは、2023年4月10日にイルミネーションによってアップロードされた。

## 評価

### 批評

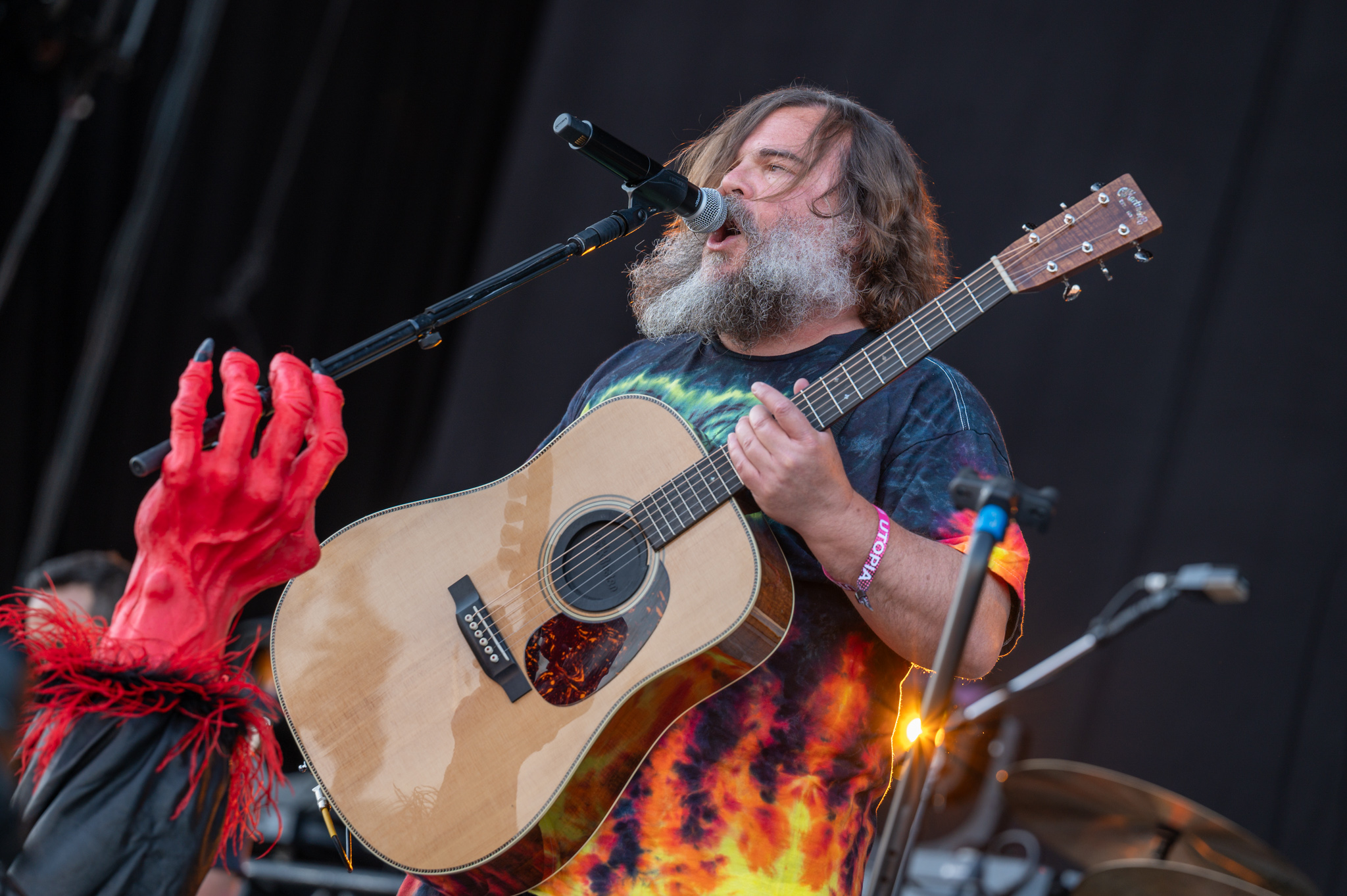
ジャック・ブラック

『バラエティ』のオーウェン・グライバーマンはクッパ役のジャック・ブラックの演技、特に「ピーチス」の歌唱を絶賛しており、「ピーチス」をミートローフの「地獄のロック・ライダー」、ブラックをミートローフやトム・ジョーンズと比較して賞賛している。『Plugged In』のクリスティン・スミスは実写版のミュージックビデオについて、「無邪気で馬鹿馬鹿しいバラードだ……派手な色彩とたくさんの楽しさをもって、観客たちを『ザ・スーパーマリオブラザーズ・ムービー』に誘い込んでくる（と、彼らは期待している）」と批評している。『コミック・ブック・リソーシズ』は「この楽曲の一番の見どころはジャック・ブラックであり、彼が演じる恋煩いに陥るクッパ大王は、まるで彼自身の姿のようだ」と批評し、『ローリング・ストーン』のクリストファー・クルスは「この楽曲はTikTokの定番曲となり、世界中の親たちを悔しがらせることだろう」と批評している。『マッシャブル』のクリスティー・プチコは、「この映画に対する私の不満は、ブラックがロックスターらしく"ピーチ、ピーチ、ピーチ、ピーチ、ピーチ"と歌っている間に静かに消えていった」と批評し、歌曲シーンやクッパの他の登場シーンと合わせて「馬鹿馬鹿しさと面白さのバランスは完璧だった」と映画を評価している。『RogerEbert.com』のブライアン・タレリコは「まったく創造性のない曲」と評し、「テネイシャスDの半分のロックの才能を持ちながら、どうしてクレバーなクッパの曲を作らせないのか、それがこの映画に数多くある謎の一つだ」と批評している。

### 受賞・ノミネート
| 映画賞                                 | 授賞式         | 部門                                | 対象         | 結果       | 出典          |
| -------------------------------------- | -------------- | ----------------------------------- | ------------ | ---------- | ------------- |
| 2023MTVミャウ・アワード                | 2023年8月4日   | ミャウディオ賞                      | 「ピーチス」 | ノミネート | [ 13 ] [ 14 ] |
| 第14回ハリウッドメディア音楽賞         | 2023年11月15日 | アニメ映画部門歌曲賞                | 「ピーチス」 | ノミネート | [ 15 ]        |
| 第27回ラスベガス映画批評家協会賞       | 2023年12月13日 | 歌曲賞                              | 「ピーチス」 | ノミネート | [ 16 ] [ 17 ] |
| 第13回ジョージア映画批評家協会賞       | 2024年1月5日   | 歌曲賞                              | 「ピーチス」 | ノミネート | [ 18 ]        |
| 第81回ゴールデングローブ賞             | 2024年1月7日   | 主題歌賞                            | 「ピーチス」 | ノミネート | [ 19 ]        |
| ハワイ映画批評家協会賞                 | 2024年1月12日  | 歌曲賞                              | 「ピーチス」 | ノミネート | [ 20 ]        |
| 第29回クリティクス・チョイス・アワード | 2024年1月14日  | 歌曲賞                              | 「ピーチス」 | ノミネート | [ 21 ]        |
| 作曲・作詞家協会賞                     | 2024年2月13日  | コメディ/ミュージカル映画部門歌曲賞 | 「ピーチス」 | ノミネート | [ 22 ]        |
| 2024アストラ・クリエイティブ・アーツ賞 | 2024年2月26日  | 歌曲賞                              | 「ピーチス」 | ノミネート | [ 23 ]        |
| 第28回サテライト賞                     | 2024年3月3日   | 主題歌賞                            | 「ピーチス」 | ノミネート | [ 24 ] [ 25 ] |

### チャート
| チャート (2023)                  | 最高順位 |
| -------------------------------- | -------- |
| オーストラリア (ARIA)            | 91       |
| カナダ (Canadian Hot 100)        | 52       |
| Billboard Global 200 (Billboard) | 48       |
| アイルランド (IRMA)              | 41       |
| オランダ (Single Tip)            | 4        |
| ニュージーランド (RMNZ)          | 13       |
| UK シングルス (OCC)              | 28       |
| UK インディ (OCC)                | 3        |
| アメリカ合衆国 Billboard Hot 100 | 56       |